# Centroctena
Centroctena este un gen de molii din familia Sphingidae. 

## Specii
- Centroctena imitans - (Butler 1882)
- Centroctena rutherfordi - (Druce 1882)